# NGC 3256
NGC 3256 é uma galáxia espiral (Sb/P) localizada na direcção da constelação de Vela (constelação). Possui uma declinação de -43° 54' 19" e uma ascensão recta de 10 horas, 27 minutos e 51,4 segundos.
A galáxia NGC 3256 foi descoberta em 15 de Março de 1836 por John Herschel.